# Śnieżnicki Park Krajobrazowy
Śnieżnicki Park Krajobrazowy – park krajobrazowy w południowo-zachodniej Polsce, w Sudetach Wschodnich, województwo dolnośląskie.

## Położenie
Park jest położony w Sudetach Wschodnich, powyżej Rowu Górnej Nysy i na wschód od niego.
Śnieżnicki Park Krajobrazowy znajduje się w województwie dolnośląskim, na terenie powiatu kłodzkiego i powiatu ząbkowickiego, obejmuje swoimi granicami pasma górskie Masyw Śnieżnika i Góry Złote.

## Charakterystyka
Został utworzony w 1981 Rozporządzeniem Nr 3/93 Wojewody Wałbrzyskiego, na mocy uchwały Nr 35/81 Wojewódzkiej Rady Narodowej w Wałbrzychu – Dziennik Urzędowy Wojewódzkiej Rady Narodowej w Wałbrzychu z dnia 09.11.1981 r., Nr 5, poz. 46. Park granicami obejmuje trzy grupy górskie Sudetów Wschodnich o wybitnych walorach przyrodniczych. Powierzchnia Parku wynosi 28 800 ha, a jego strefa ochronna (otulina) liczy 14 900 ha. Obszar parku i jego otuliny znajduje się na terenie rozciągającym się od wzniesienia Opacza na południu, aż po okolice Złotego Stoku na północy. Obejmuje szczytowe partie Sudetów Wschodnich sięgające wysokości ponad 1000 m n.p.m. Minimalne wyniesienie na terenie parku wynosi około 400 m n.p.m. w okolicy Mąkolna, a maksymalne 1425 m n.p.m. (szczyt Śnieżnika). Park utworzono głównie ze względu na wysokie walory krajoznawcze i krajobrazowe. W parku zachowały się partie naturalnej Puszczy Sudeckiej z udziałem: buka, wiązu, modrzewia i grabu. W obrębie parku znajduje się pięć rezerwatów przyrody.

### Budowa
Sudety Wschodnie zbudowane są ze skał metamorficznych wieku od młodszego proterozoiku do dolnego karbonu, skał magmowych wieku karbońskiego, skał osadowych wieku od górnego karbonu do czwartorzędu oraz wulkanicznych bazaltów okresu neogenu i paleogenu. Masyw Śnieżnika oraz Góry Bialskie zbudowane są ze skał metamorficznych, a w Górach Złotych występują gnejsy, granity, łupki krystaliczne i inne. W paśmie Krowiarek występują duże soczewki dolomitów i marmurów, w których powstały studnie krasowe i jaskinie. Największa z nich - Jaskinia Niedźwiedzia w Kletnie.

### Rzeźba
Rzeźba terenu Parku jest mocno urozmaicona i charakteryzuje się występowaniem kontrastowych krajobrazów: od kotlin wysokogórskich, poprzez krajobrazy starszych gór i starych dolin rzecznych, aż po erozyjny krajobraz krawędzi tektonicznych. Zachodnie, stosunkowo strome zbocza masywu Śnieżnika przecinają liczne dolinki, a powstałe na progach skalnych wodospady stanowią dodatkowe urozmaicenie krajobrazu.

## Roślinność
W parku występuje piętrowy układ roślinności górskiej. Lasy zajmują około 60% powierzchni Parku. Wszystkie szczyty Sudetów Wschodnich są zalesione. Wyjątkiem jest Śnieżnik (1425 m n.p.m.), gdzie granica lasu przebiega pod szczytem i gdzie powyżej, w piętrze halnym, rośnie sztucznie wprowadzona kosodrzewina. Regiel dolny sięga do wysokości 800–900 m n.p.m. i tworzą go głównie drzewostany świerkowe, urozmaicone domieszką buka, modrzewia i pojedynczo występującym dębem. W lasach regla górnego dominują drzewostany świerkowe. We florze Parku występuje wiele roślin objętych ochroną, jak: wawrzynek wilczełyko, pióropusznik strusi, podrzeń żebrowiec, dziewięćsił bezłodygowy, lilia złotogłów, widłaki, storczykowate. Antropogeniczne stanowiska mają tutaj kosodrzewina (sadzona w najwyższych partiach) i sosna limba. Śnieżnicki Park Krajobrazowy charakteryzuje występowanie kilku gatunków roślin, które w granicach parku zachowały jedyne znane stanowiska w paśmie Sudetów lub województwie dolnośląskim. Do tej grupy zalicza się:
- storczyk kukawka. W 2010 roku odnaleziono jeden kwitnący egzemplarz. Ostatnie znane stanowisko (sprzed 2010) odnotowywane było w 1979 roku na górze Połom w Górach Kaczawskich[3]
- wyblin jednolistny, posiadający jedno stanowisko w Dolinie Kleśnicy na całe województwo[4].
- fiołek żółty sudecki, który oprócz Karkonoszy, na całe Sudety posiada dwa stanowiska w rezerwacie przyrody Puszcza Śnieżnej Białki i Śnieżnik Kłodzki.

## Fauna
Na szczególną uwagę zasługuje fauna Śnieżnickiego Parku Krajobrazowego. O wyjątkowości faunistycznej tego regionu świadczy m.in. fakt, że przed wojną w Międzygórzu powstała stacja nauk biologicznych. Stwierdzono tu występowanie wielu gatunków o ograniczonym zasięgu oraz taksonów bardzo rzadkich. Bogata jest fauna jaskiniowa, do której należą przede wszystkim nietoperze: gacek szary, gacek brunatny, nocek rudy i nocek duży. Spośród większych ssaków w lasach żyją: kozica północna, jeleń, sarna europejska, muflon śródziemnomorski, dzik, lis rudy, borsuk europejski, kuna leśna, gronostaj europejski, tchórz zwyczajny, łasica pospolita, popielica, orzesznica, koszatka leśna i inne. Z około 100 występujących tu gatunków ptaków należy wymienić głuszca, cietrzewia, dzięcioła trójpalczastego, pluszcza, czeczotkę, jarząbka, bociana czarnego i puchacza. Z gadów występuje: żmija zygzakowata, zaskroniec i padalec.
Z ryb w górskich potokach żyje: minóg strumieniowy oraz pstrąg potokowy.

## Obszary chronione
Najcenniejsze przyrodniczo fragmenty parku krajobrazowego objęte są różnymi formami ochrony. Do najważniejszych należy:
1. rezerwat przyrody Śnieżnik Kłodzki
2. rezerwat przyrody Puszcza Śnieżnej Białki
3. rezerwat przyrody Nowa Morawa
4. rezerwat przyrody Jaskinia Niedźwiedzia
5. rezerwat przyrody Wodospad Wilczki
6. użytek ekologiczny Hałda Storczykowa
7. użytek ekologiczny Rogóżka
8. Jaskinia Radochowska (pomnik przyrody nieożywionej)
9. rezerwat przyrody Krowiarki
10. rezerwat przyrody Mały Śnieżnik

## Turystyka
Przez teren Parku prowadzą dwa główne sudeckie szlaki wędrówek pieszych oraz kilka krótszych:
- czerwony -
- niebieski -
- czarny -
- zielony -
- żółty -

Na Hali pod Śnieżnikiem znajduje się górskie schronisko turystyczne „Na Śnieżniku”.

## Stare drogi
- Droga Albrechta (niem. Albrecht Strasse)
- Droga Izabeli (niem. Puhu-Strasse)
- Droga Marianny (niem. Mariannenstrasse)
- Droga Morawska daw. Droga Nowomorawska (niem. Mährishe Strasse)
- Droga Staromorawska (niem. Altmährishe Strasse)
- Droga nad Lejami
- Droga pod Lejami[5]